# Freud (série de televisão)
Freud é uma série de televisão austro-alemã dirigida por Marvin Kren. O roteiro da série é uma obra de ficção inspirada na vida de Sigmund Freud. O elenco conta com Robert Finster no papel-título, além de Ella Rumpf, Georg Friedrich e Stefan Konarske.
Com oito episódios produzidos, a primeira temporada da série estreou no canal ORF em 15 de março de 2020, sendo lançada na Netflix em 23 de março de 2020. 

## Enredo
Na Viena do século 19, o jovem Sigmund Freud soluciona desaparecimentos e assassinatos. Ao lado de um médium, ele acaba se envolvendo em uma conspiração secreta.

## Elenco
- Robert Finster	... Sigmund Freud
- Ella Rumpf	...	 Fleur Salomé
- Georg Friedrich	...	 Alfred Kiss
- Christoph F. Krutzler	...	 Franz Poschacher
- Brigitte Kren	...	 Lenore
- Anja Kling	...	 Sophia von Szápáry
- Philipp Hochmair	...	 Viktor von Szápáry
- Heinz Trixner	...	 Feldmarschall Franz von Lichtenberg
- Aaron Friesz	...	 Oberleutnant Riedl
- Rainer Bock	...	 Prof Theodor Meynert
- Stefan Konarske	...	 Crown Prince Rudolf
- Adam Vacula	...	 Junger Offizier

## Filmagens
As filmagens ocorreram inteiramente em Praga, na República Tcheca. A produção consultou o psicanalista e hipnoterapeuta de Viena Juan José Rios.

## Recepção

### Audiência
Mais de 400.000 espectadores assistiram ao programa quando estreou no canal austríaco ORF no início de março de 2020.

### Resposta da crítica
A primeira temporada de Freud tem 54% de aprovação por parte da crítica no Rotten Tomatoes. O consenso do site diz: "[Com] uma atraente mistura de horror e revisionismo histórico, Freud vai longe demais no absurdo e perde de vista a diversão".

### Prêmios e indicações
Freud foi indicado a dois Romy Awards, nas categorias "Melhor Série de TV" e "Melhor Produção, Ficção para TV". 